# نظرية الأسس الأخلاقية

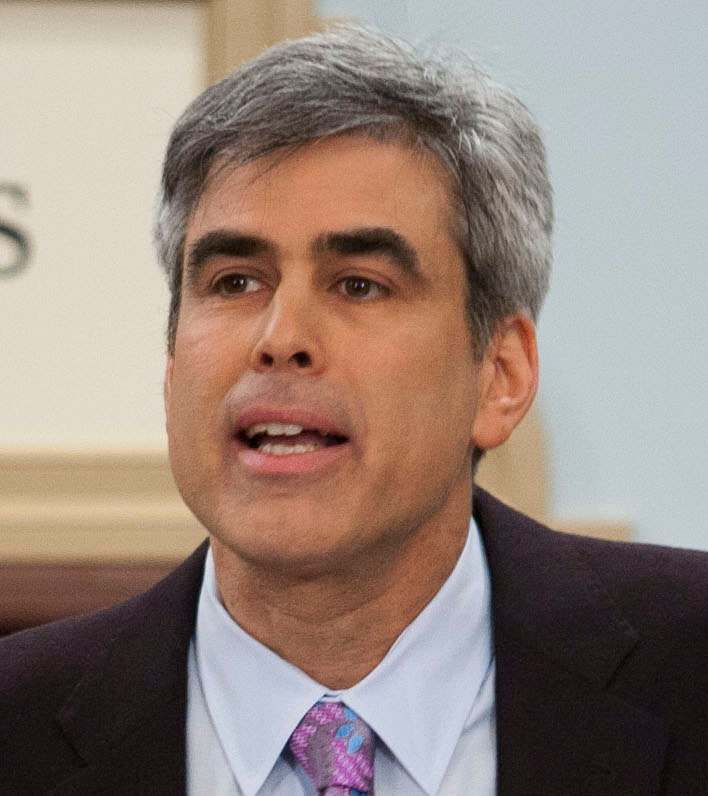

نظرية الأسس الأخلاقية (بالإنجليزية: Moral foundations theory) هي نظرية نفسية اجتماعية معنيّة بشرح أصول التفكير العقلي الأخلاقي لدى البشر وتنوعاته على أساس الأسس الفطرية المعيارية. طرحها لأول مرة علماء النفس جوناثان هايدت وكريغ جوزيف وجيسي غراهام وبنوها على أعمال عالم الأنثروبولوجيا الثقافية ريتشارد شويدر، وطورتها مجموعة متنوعة من المشاركين فيما بعد، واشتهرت في كتاب هايدت بعنوان «العقل الصالح».
عرضت النظرية الأصلية خمسة أسس، وهي: الاهتمام/الأذى، العدل/الغش، الإخلاص/الخيانة، النفوذ/التخريب والقداسة/التدهور. وتشمل النظرية حاليًا معيارًا سادسًا هو الحرية/القمع، في حين يبقى مؤلفوها منفتحين على إضافة أو طرح أو تعديل مجموعة الأسس.(ص.104–107)
على الرغم من أن التطور الأولي لنظرية الأسس الأخلاقية ركز على الاختلافات الثقافية، ركزت الأعمال اللاحقة في النظرية بشكل واسع على الإيديولوجية السياسية. قدّم العديد من العلماء نظرية الأسس الأخلاقية على أنها شرح للاختلافات بين التقدميين السياسيين (الليبراليين في التسمية الأمريكية) والمحافظين والليبرتاريين، واقترحت أنها تستطيع تفسير اختلافات الرأي في المسائل المشحونة سياسيًا مثل زواج المثليين والإجهاض.
المصدران الرئيسيان هما الشرعية البراغماتية للتعددية الأخلاقية وتخطيط المجال الأخلاقي. في الأول، وصف كل من هايدت وغراهام عملهما من وجهة نظر عالم أنثروبولوجيا بأنه يشبه النظر إلى تطور الأخلاق وإيجاد الأرضية المشتركة بين كل اختلاف. أما في الثاني، وصفا أسلوبهما المعروف باستبيان الأسس الأخلاقي ودافعا عنه. ومن خلال تجارب عديدة وعدد من المشتركين يقدر بنحو أكثر من 11 ألفًا، من كل الأعمار والمعتقدات السياسية، تمكنوا من إيجاد النتائج التي تدعم تنبؤاتهم.

## الأصول
اقتُرحِت نظرية الأسس الأخلاقية لأول مرة من قبل هايدت وجوزيف عام 2004. توسعت النظرية كرد فعل ضد نظرية العقلانية التطورية للأخلاق المرتبطة بلورانس كولبرغ وجان بياجيه. بالاعتماد على أعمال بياجيه، جادل كولبرغ أن التفكير الأخلاقي لدى الأطفال يتغير عبر الزمن، واقترح تفسيرًا من خلال مراحل التطور الأخلاقي الستة. أكد عمل كولبرغ على العدالة بصفتها المفهوم الأساسي في التفكير الأخلاقي، والذي يُنظر إليه على أنه نشاط معرفي أولي، وأصبح عمله المنهج السائد في علم النفس الأخلاقي، وأثر في الأعمال اللاحقة بشكل هائل. كتب هايدت أنه وجد نظريات كولبرغ غير مرضية منذ أن صادفها للمرة الأولى في الدراسات العليا لأنها «بدت مخيّة للغاية» وافتقرت إلى التركيز على مسائل العواطف.
على عكس النظريات السائدة في الأخلاق في علم النفس، طور عالم الأنثروبولوجيا ريتشارد شويدر مجموعة من النظريات التي تؤكد التنوع الثقافي للأحكام الأخلاقية، ولكنه جادل أن الأشكال الثقافية المختلفة من الأخلاق استندت إلى «ثلاث مجموعات ظاهرة لكن مترابطة من المخاوف الأخلاقية»، والذي وصفها بأخلاقيات الاستقلال والمجتمع واللاهوت. ألهم منهج شويدر هايدت ليبدأ بدراسة الاختلافات الأخلاقية بين الثقافات، بما في ذلك العمل الميداني في البرازيل وفيلادلفيا. قاده هذا العمل إلى تطوير منهج الحدسية الاجتماعية في الأخلاق. هذا المنهج، الذي تناقض تناقضًا حادًا مع أعمال كولبرغ العقلانية، اقترح أن «الحكم الأخلاقي ينتج عن البديهيات الأخلاقية السريعة» في حين يعمل التفكير الأخلاقي ببساطة كإدراك بعدي للأحكام المشكلة مسبقًا. أصبحت أعمال هايدت وتركيزه على الأحكام العاطفية البديهية السريعة ذات تأثير عظيم، واجتذبت اهتمامًا ثابتًا بين صفوف الباحثين.
مع شروع هايدت وزملائه بالعمل على منهج الحدسية الاجتماعية، شرعوا بالاهتمام بمصادر البديهيات التي اعتقدوا أنها تبطن الأحكام الأخلاقية. في مقالة منشورة في صحيفة دايدالوس عام 2004، أحصى هايدت وكريغ الأعمال حول جذور الأخلاق، بما في ذلك أعمال فرانس دي فال ودونالد براون وشويدر، بالإضافة إلى نظرية النماذج العقلانية الخاصة بآلان فيسك ونظرية القيم الإنسانية الأساسية لشالوم شوارتز. من مراجعتهما لعناوين الأبحاث السابقة هذه، اقترحا أن جميع الأفراد يملكون أربع «أخلاقيات فطرية»، تنبثق عن عملية التطور الإنساني كاستجابة للتحديات التلاؤمية. وحددوا هذه الأخلاقيات الأربعة بالمعاناة والهرمية والتبادل والنقاوة. وفقًا لهايدت وجوزيف، شكلت كل واحدة من هذه الأخلاقيات نموذجًا معرفيًا، تقولب تطوره بواسطة الثقافة. كتبا أن كل نموذج يمكنه أن «يوفر أكثر بقليل من وميض أثر حين تُصادَف أنماط معينة في العالم الاجتماعي»، في حين شكلت عمليات التعلم الثقافي استجابة كل فرد لهذه الومضات. تتباعد الأخلاق لأن الثقافات المختلفة تستخدم «لبنات البناء» الأربعة التي توفرها النماذج بشكل مختلف. أصبح هذا البند أول بيان لنظرية الأسس الأخلاقية التي فصّل فيها كل من هايدت وجوزيف وآخرون منذ ذلك الحين ونقحوها.

## الأسس الخمسة
وفقًا لنظرية الأسس الأخلاقية، يمكن أن يوصف الاختلاف بين اهتمامات الناس الأخلاقية ضمن خمسة أسس أخلاقية:
- الاهتمام: تقدير وحماية الآخرين، على عكس الأذية.
- العدل أو المساواة: تحقيق العدالة وفقًا لقوانين مشتركة، على عكس الغش.
- الإخلاص أو الانتماء للمجموع: الوقوف مع المجموعة أو العائلة أو الأمة، على عكس الخيانة.
- النفوذ أو الاحترام: الالتزام بالتقاليد والسلطة التشريعية، على عكس التخريب.
- القداسة أو النقاوة: الاشمئزاز من الأشياء والأطعمة والأفعال المقرفة على عكس التدهور.

يجادل أن هذه الأسس الخمسة تترتب في مجموعتين أعلى ترتيبًا، وهما مجموعة الرعاية والعدل المنفردة المركزة على الإنسان، ومجموعة الإخلاص والنفوذ والقداسة الرابطة المركزة على المجموعة. تأتي الأدلة لصالح هذا التصنيف من أنماط الترابطات بين الأسس الأخلاقية الملاحظة واستبيان الأسس الأخلاقية.
أُضاف جوناثان هايدت الأساس السادس والذي هو الحرية (على عكس القمع) إلى النظرية في كتابه «العقل الصالح»، الفصل الثامن، كردة فعل على الحاجة إلى التفريق بين العدالة التناسبية والاعتراضات التي تلقاها من المحافظين والليبراتاريين (يُستخدم في الولايات المتحدة) بالإكراه من قبل شخص أو قوة مسيطرة. لاحظ هايدت أن اللحمة الأخلاقية للمجموعة الأخيرة تعتمد بمعظمها على أساس الحرية.

## الطرق
تستخدم كمية كبيرة من الأبحاث حول نظرية الأسس الأخلاقية أدوات التقرير الذاتي مثل استبيان الأسس الأخلاقية، ومقياس قداسة الأسس الأخلاقية، والمقالات القصيرة عن الأسس الأخلاقية. اعتمدت الأبحاث حول استخدام اللغة الأخلاقية على مغايرات قاموس أسس أخلاقية.

## الانتقادات والنظريات المنافسة
قدم عدد من الباحثين انتقادات لنظرية الأسس الأخلاقية، ونظريات بديلة لها. شملت انتقادات النظرية مزاعم عن اللامعقولية البيولوجية والإسهاب في الأسس الأخلاقية (والتي يناقش أنها قابلة للاختزال بسبب القلق بشأن الضرر). اختلف المؤلفان الأصليان حول الانتقادات. شملت النظريات البديلة نموذج الدوافع الأخلاقية ونظرية الأخلاق الديناميكية ونظرية تنظيم العلاقات ومقياس السلطوية اليمينية الذي طوره بوب ألتيمير ونظرية الأخلاق كتعاون.